# Rekordet
Rekordet (norsk: Rekorden) är en animerad kortfilm från 2022 av studion Qvisten Animation som premiärvisades på julafton i programmet Snöbarnens julsagor. Kortfilmen regisserades av Rasmus Silvertsen efter ett manus av Karsten Fullu med musik av Ola Kvernberg och Flåklypa-böckerna av Kjell Aukrust.

## Rollista
| Roll   | Svensk röst   | Norsk röst       |
| ------ | ------------- | ---------------- |
| Ludvig | Markus Riuttu | Pia Borgli       |
| Sören  | Frank Skog    | Trond Espen Seim |